# European Athletic Association
La European Athletic Association (EAA), nota anche come European Athletics (EA), è la federazione continentale che governa l'atletica leggera in Europa.
Dal 2004, ha sede a Losanna, in Svizzera, ed organizza i campionati europei di atletica leggera ed altre competizioni continentali. È una delle sei federazioni continentali che fanno parte della World Athletics ed attualmente comprende 51 federazioni nazionali (tra cui Israele, geograficamente situato in Asia).

## Storia
Nel 1932, durante l'11º congresso della federazione internazionale a Los Angeles, si tiene un meeting che istituisce un comitato speciale della IAAF nell'intento di organizzare i campionati europei. Il comitato speciale riunitosi a Berlino il 24 settembre 1933 conferma l'esistenza di un comitato europeo con l'ungherese Szilard Stankovits come presidente. La prima riunione del comitato si tiene a Budapest il 7 gennaio 1934 per organizzare i primi campionati europei a Torino nel giugno dello stesso anno.
Il comitato europeo era scelto fra i membri della IAAF fino al 1966, quando sarà eletto soltanto dai membri europei della IAAF. Organizza la Coppa Europa intitolata a Bruno Zauli dal 1965.
Il 1º novembre 1969, la Association of the European Members of the IAAF (in francese: Association des membres européens de la FIAA) è istituita a Bucarest. La sua costituzione è confermata dal congresso della IAAF a Stoccolma in agosto 1970. Il suo statuto è entrato in vigore durante il primo congresso tenutosi a Parigi il 7 novembre 1970.
La prima sede provvisoria è a Parigi, trasferita poi a Francoforte (1995) e a Darmstadt (1996) fino al 2004, quando la EAA diventa un ente non governativo svizzero.

## Consiglio federale

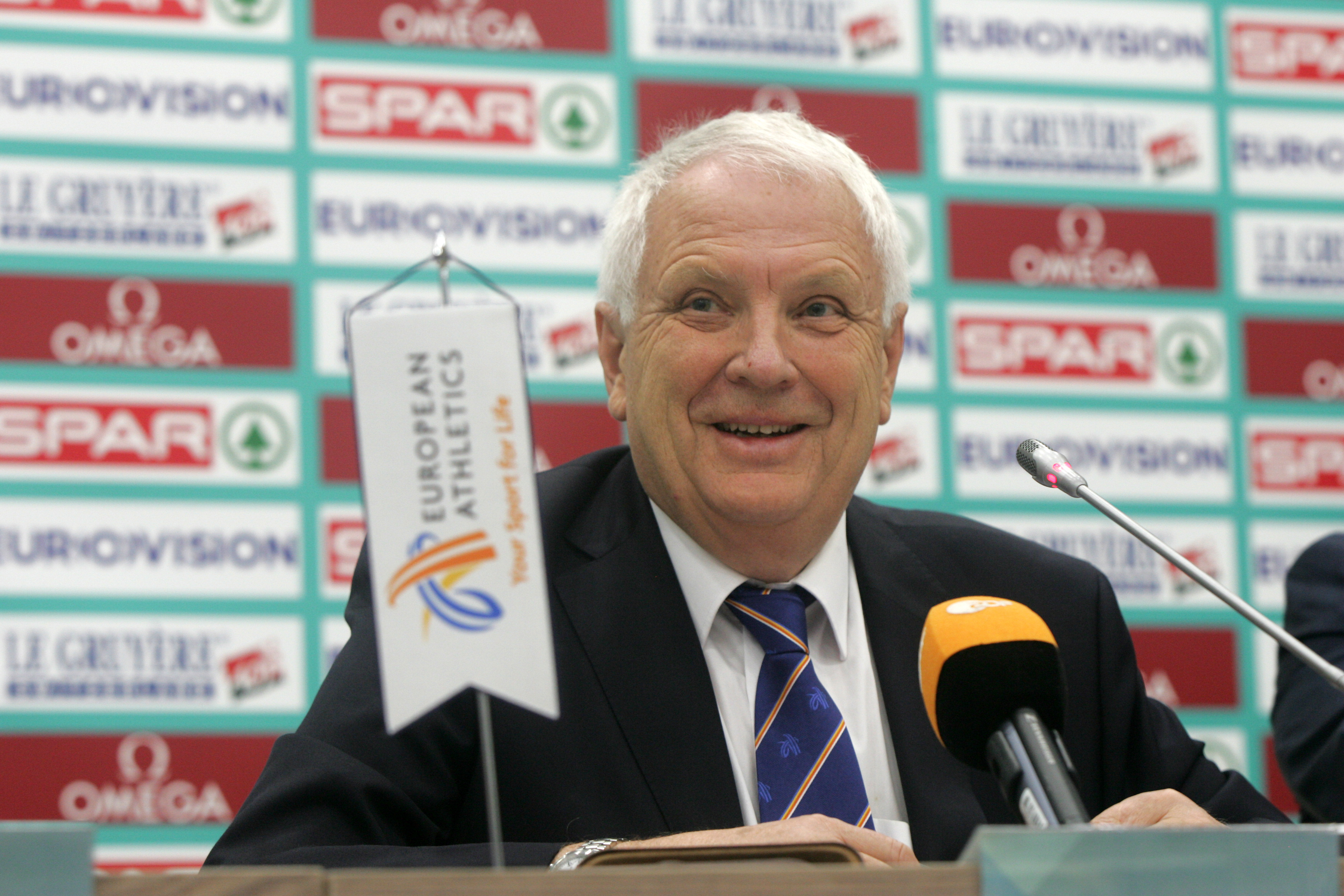
Svein Arne Hansen, presidente della EAA dal 2015 al 2020

- Presidente:
  -  Dobromir Karamarinov[1]
- Vice-presidenti:
  -  Jean Gracia
  -  Cherry Alexander
  -  Libor Varhaník
- Membri:
  -  Slobodan Branković
  -  Nadya But-Husaim
  -  Raúl Chapado
  -  Fatih Çintimar
  -  Panagiotis Dimakos
  -  Karin Grute Movin
  -  Márton Gyulai
  -  Juergen Kessing
  -  Anna Kirnova
  -  Henryk Olszewski
  -  Antti Pihlakoski
  -  Sonja Spendelhofer
  -  Erich Teigamägi

## Presidenti
1. Adriaan Paulen: 1969 – 1976
2. Arthur Gold: 1976 – 1987
3. Carl-Olaf Homen: 1987 – 1999
4. Hansjörg Wirz: 1999 – 2015
5. Svein Arne Hansen: 2015 – 20 giugno 2020
6. Dobromir Karamarinov: 20 giugno 2020 - in carica

## Membri

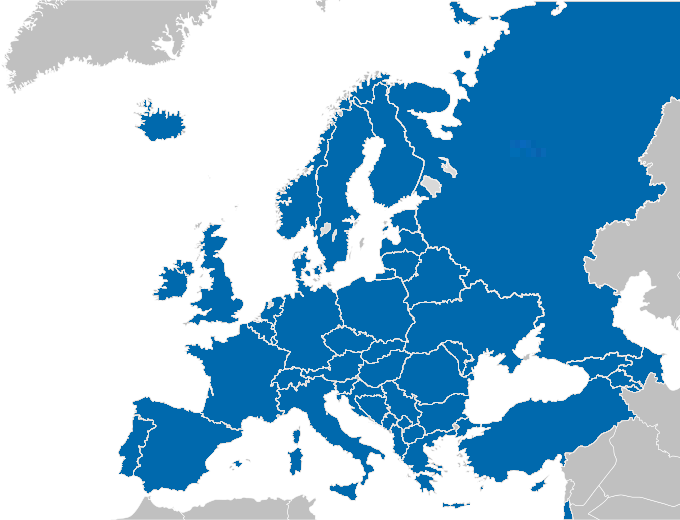
Mappa raffigurante le federazioni affiliate alla EAA

| Nazione              | Federazione (anno di fondazione)                         |
| -------------------- | -------------------------------------------------------- |
| Albania              | Federata Shqiptarë e Atletikes (1930)                    |
| Andorra              | Federació Andorrana d'Atletisme (1984)                   |
| Armenia              | Armenian Athletic Federation (1992)                      |
| Austria              | Österreichischer Leichtathletik-Verband (1902)           |
| Azerbaigian          | Azərbaycan Atletika Federasiyası (1923)                  |
| Belgio               | Ligue royale belge d'athlétisme (1889)                   |
| Bielorussia          | Federazione di atletica leggera della Bielorussia (1991) |
| Bosnia ed Erzegovina | Atletski savez Bosne i Hercegovine (1946)                |
| Bulgaria             | Federazione di atletica leggera della Bulgaria (1924)    |
| Cipro                | Amateur Athletic Association of Cyprus (1983)            |
| Croazia              | Hrvatski atletski savez (1912/1992)                      |
| Danimarca            | Dansk Atletik Forbund (1897)                             |
| Estonia              | Eesti Kergejõustikuliit (1920)                           |
| Finlandia            | Suomen Urheiluliitto (1906)                              |
| Francia              | Fédération française d'athlétisme (1920)                 |
| Georgia              | Athletic Federation of Georgia (1991)                    |
| Germania             | Deutscher Leichtathletik-Verband (1898)                  |
| Gibilterra           | Gibraltar Amateur Athletic Association (1954)            |
| Grecia               | Association hellénique d'athlétisme amateur (1897)       |
| Irlanda              | Athletics Ireland (1937)                                 |
| Islanda              | Frjálsíþróttasamband Íslands (1947)                      |
| Israele              | Israeli Athletic Association (1913)                      |
| Italia               | Federazione Italiana di Atletica Leggera (1906)          |
| Kosovo               | Federata e Atletikës së Kosovës (2015)                   |
| Lettonia             | Latvijas Vieglatlētikas savienība (1921)                 |
| Liechtenstein        | Liechtensteiner Leichtathletikverband (2013)             |
| Lituania             | Lietuvos lengvosios atletikos federacija (1921)          |
| Lussemburgo          | Fédération luxembourgeoise d'athlétisme (1928)           |
| Macedonia del Nord   | Atletska Federacija na Makedonija (1906-1963)            |
| Malta                | Malta Amateur Athletic Association (1928)                |
| Moldavia             | Federația de Atletism din Republica Moldova (1991)       |
| Monaco               | Fédération monégasque d'athlétisme (1984)                |
| Montenegro           | Atletski savez Crne Gore (2005)                          |
| Norvegia             | Norges Fri-Idrettsforbund (1896)                         |
| Paesi Bassi          | Koninklijke Nederlandse Atletiek Unie (1901)             |
| Polonia              | Polski Związek Lekkiej Atletyki (1919)                   |
| Portogallo           | Federação Portuguesa de Atletismo (1921)                 |
| Regno Unito          | UK Athletics (1880/1999)                                 |
| Rep. Ceca            | Český atletický svaz (1897)                              |
| Romania              | Federația Română de Atletism (1912)                      |
| Russia               | Federazione di atletica leggera della Russia (1911)      |
| San Marino           | Federazione Sammarinese Atletica Leggera (1959-1969)     |
| Serbia               | Atletski savez Srbije (2006)                             |
| Slovacchia           | Slovenský atletický zväz (1939)                          |
| Slovenia             | Atletska zveza Slovenije (1948)                          |
| Spagna               | Real Federación Española de Atletismo (1918-1920)        |
| Svezia               | Svenska Friidrottsförbundet (1895)                       |
| Svizzera             | Swiss Athletics (1905)                                   |
| Turchia              | Türkiye Atletizm Federasyonu (1922)                      |
| Ucraina              | Federazione di atletica leggera dell'Ucraina (1991)      |
| Ungheria             | Magyar Atlétikai Szövetség (1897)                        |

## Competizioni

### Campionati europei
- Campionati europei di atletica leggera (European Athletics Championships), cadenza biennale
- Campionati europei di atletica leggera indoor (European Athletics Indoor Championships), cadenza biennale
- Campionati europei a squadre di atletica leggera (European Athletics Team Championships), cadenza biennale
- Campionati europei a squadre di marcia (European Race Walking Team Championships), cadenza biennale (nota in precedenza come Coppa Europa di marcia)
- Campionati europei under 23 di atletica leggera (European Athletics U23 Championships), cadenza biennale
- Campionati europei under 20 di atletica leggera (European Athletics U20 Championships), cadenza biennale
- Campionati europei under 18 di atletica leggera (European Athletics U18 Championships), cadenza biennale
- Campionati europei di corsa campestre (European Cross Country Championships), cadenza annuale
- Campionati europei di corsa in montagna (European Mountain Running Championships), cadenza annuale (disputata fino al 2021)
- Campionati europei di corsa off-road (European Athletics Off-Road Running Championships), cadenza annuale

### Coppe continentali
- Coppa Europa di atletica leggera (European Cup), cadenza annuale (disputata fino al 2008)
- Coppa Europa di atletica leggera indoor (European Athletics Indoor Cup), cadenza biennale (disputata fino al 2008)
- Coppa Europa di maratona (European Marathon Cup), cadenza quadriennale
- Coppa Europa di lanci (European Throwing Cup), cadenza annuale
- Coppa Europa di prove multiple (European Combined Events Cup), cadenza biennale
- Coppa Europa dei 10000 metri (European 10,000m Cup), cadenza annuale

### Coppe per club
- Coppa dei Campioni per club di atletica leggera (European Champion Clubs Cup), cadenza annuale
- Coppa dei Campioni under 20 per club di atletica leggera (European Champion Clubs U20 Cup), cadenza annuale

### Circuiti di meeting
- Premium Permit Meetings
- Classic Permit Meetings
- Area Permit Meetings
- Indoor Permit Meetings
- Cross Country Permit Meetings
- Race Walking Permit Meetings

## Partner ufficiali
- Eurovisione
- SPAR
- Le Gruyère
- Getty Images